# Regina Osowicka

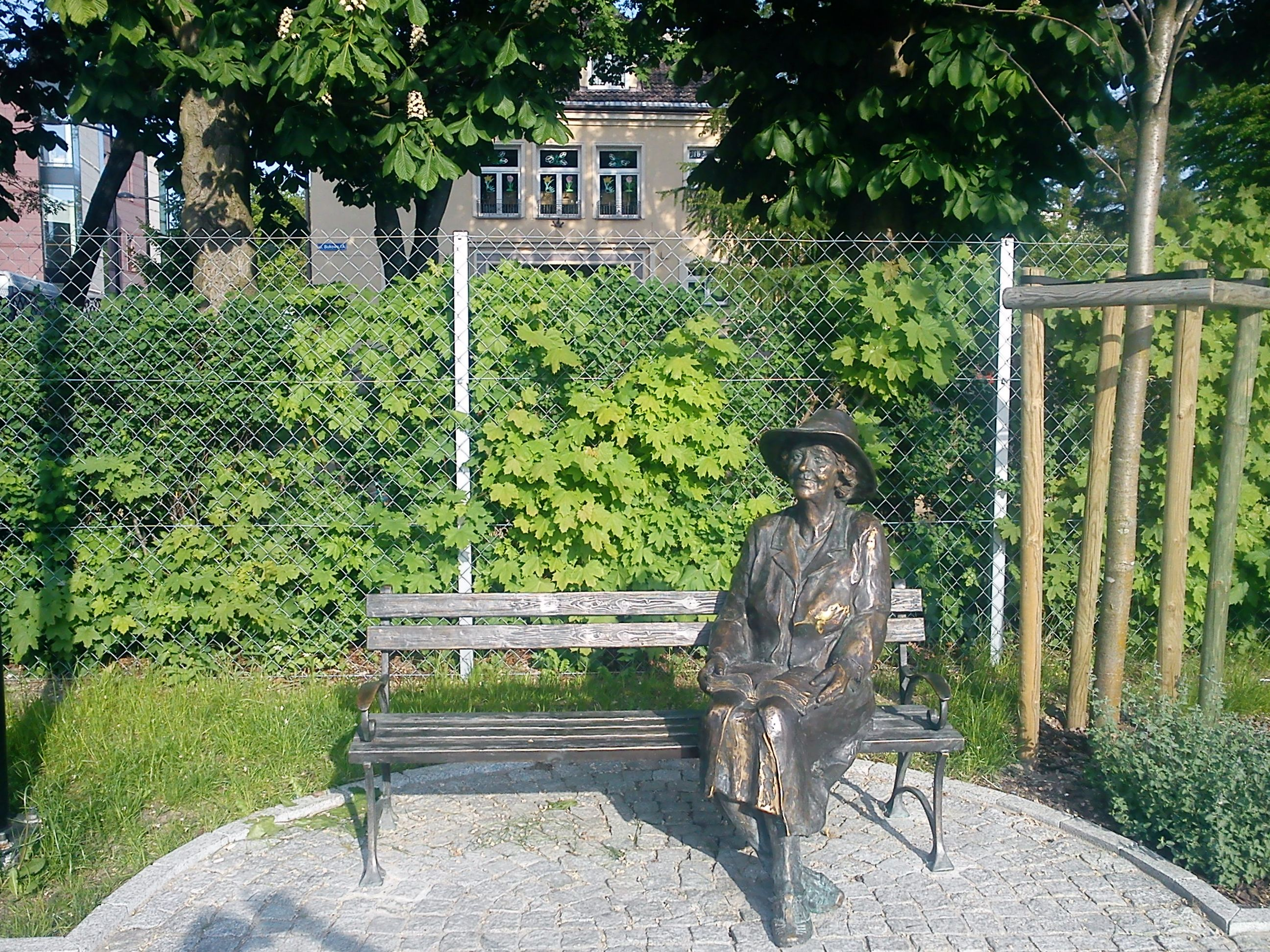
Ławeczka Reginy Osowickiej w Wejherowie

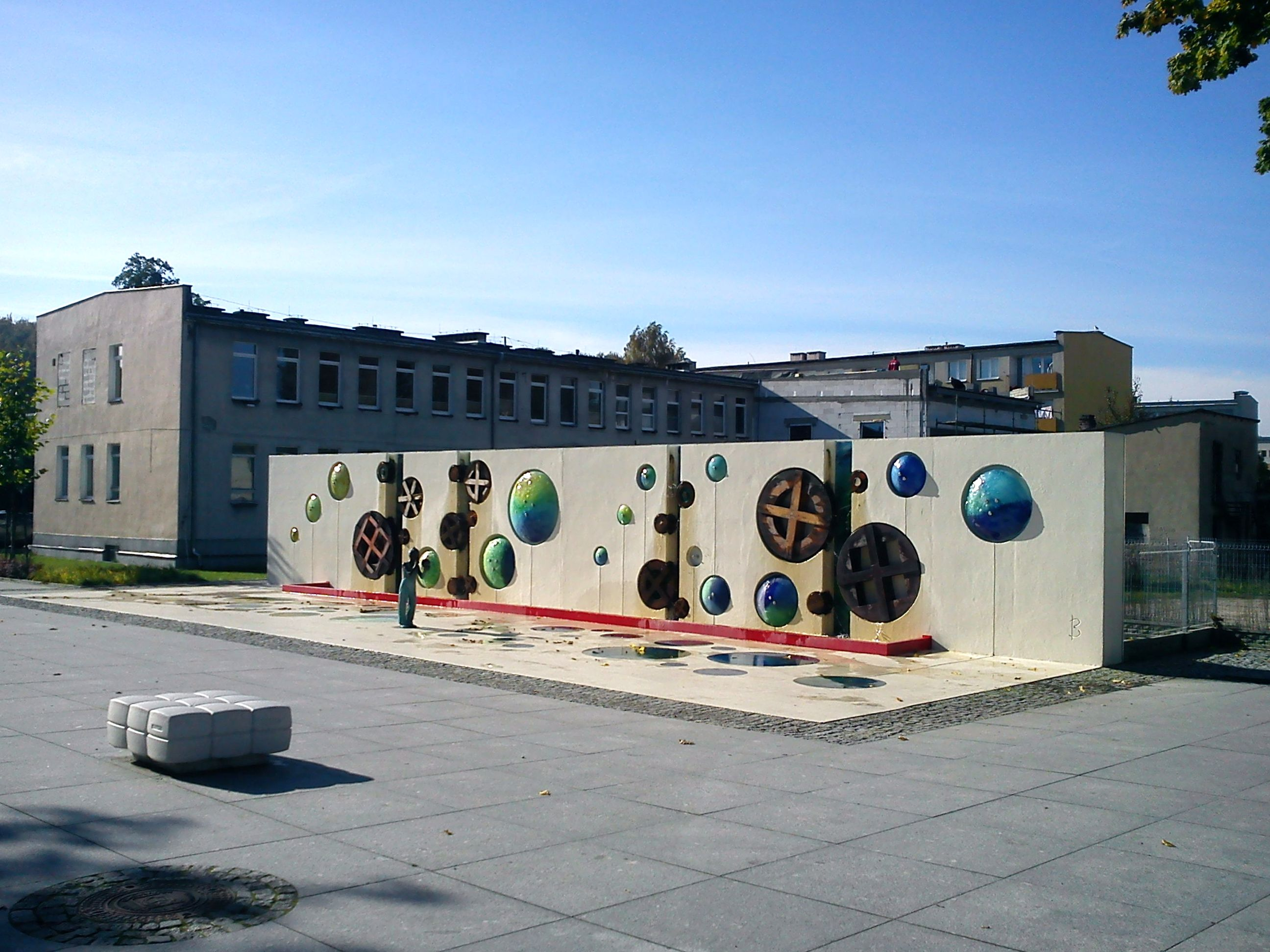
Fontanna na skwerze Reginy Osowickiej

Regina Maria Osowicka-Gdaniec (ur. 10 października 1932 w Wejherowie, zm. 1 lipca 2014 tamże) – polska publicystka, działaczka regionalna, popularyzatorka wiedzy o zbrodni w Piaśnicy.

## Życiorys
Córka Konrada i Elżbiety. Ukończyła filologię polską na Uniwersytecie Wrocławskim. Jako dziennikarka i publicystka współpracowała z prasą lokalną i regionalną, m.in. z „Dziennikiem Bałtyckim”. Pracowała także jako nauczycielka, prowadziła autorski program w telewizji TTM. Była autorką książek poświęconych historii Wejherowa oraz biografii postaci związanych z miastem. Przez wiele lat pracowała w I Liceum Ogólnokształcącym w Wejherowie, gdzie uczyła przede wszystkim języka polskiego.
Odznaczona Złotym Krzyżem Zasługi (2004) oraz – za wybitne zasługi w działalności na rzecz kultury polskiej i zachowania dziedzictwa kulturowego, za szczególne osiągnięcia w pracy oświatowej i społecznej – Krzyżem Kawalerskim Orderu Odrodzenia Polski (2012). Uhonorowana tytułem honorowego obywatela gminy Wejherowo.
W 2015 wejherowska rada miasta podjęła uchwałę o nadaniu imienia Reginy Osowickiej skwerowi położonemu między ulicą Jana III Sobieskiego a ulicą Bukową w pobliżu Wejherowskiego Centrum Kultury. Na skwerze umieszczono ławeczkę pomnikową z postacią Reginy Osowickiej, wykonaną z brązu według projektu Doroty Dziekiewicz-Pilich.

## Wybrane publikacje
- Bedeker wejherowski (1996, wznawiane)
- Leksykon wejherowian (2008)
- Piaśnica. Miejsce martyrologii i pamięci (2001)
- Najstarsze dzieje Wejherowa (red., 1998)
- Wejherowo w anegdocie (1997, wznawiane)
- Wejherowski kalejdoskop (2012)